# Driemanspolder (polder)
De Driemanspolder is een polder en een voormalig waterschap uit de 17e eeuw in de gemeente Zoetermeer, in de Nederlandse provincie Zuid-Holland.
Het waterschap was verantwoordelijk voor de vervening, drooglegging en later de waterhuishouding in de polder. De molendriegang in Leidschendam bemaalde de polder.
De wijk Driemanspolder is hier in de 20e eeuw gebouwd.

## Nieuwe Driemanspolder
Het gedeelte van de polder tussen Wilsveen, Zoetermeer en de Haagse wijk Leidschenveen had tot 2017 een agrarische bestemming. Dit gebied is tussen 2017 en 2020 door het Hoogheemraadschap van Rijnland ingericht als piekberging, natuur- en recreatiegebied. Dit herinrichtingsproject en resulterende gebied staat bekend onder de naam Nieuwe Driemanspolder, niet te verwarren met het voormalig waterschap onder die naam. De piekberging dient om in geval van extreme hoeveelheden neerslag overtollig water te kunnen opvangen in het bergingsgebied, waarbij het waterpeil dan ongeveer anderhalve meter kan stijgen.